# El Manzano, Hidalgo
El Manzano är en ort i Mexiko.   Den ligger i kommunen Epazoyucan och delstaten Hidalgo, i den sydöstra delen av landet, 90 km nordost om huvudstaden Mexico City. El Manzano ligger 2 575 meter över havet och antalet invånare är 393.
Terrängen runt El Manzano är kuperad. Runt El Manzano är det ganska tätbefolkat, med 58 invånare per kvadratkilometer. Närmaste större samhälle är Pachuca de Soto, 12,8 km nordväst om El Manzano. I omgivningarna runt El Manzano växer i huvudsak blandskog.